# Save the World (Geordie)
Save the World è il quarto album dei Geordie, pubblicato nel 1976 dalla casa discografica britannica Red Bus.

## Lista tracce
1. Mama's gonna take you home (Huxley - Birnbach) (cover dai Jericho)
2. She's a teaser (Malcolm - D'Ambrosia)
3. Goodbye love (Alterman - Green)
4. I cried today (Johnson - Bennison)
5. You do this to me (Gibson - Holness - Knight)
6. Save the world (Goodison - Alexander - Collier - Byrne) (cover dai Blackwater Junction)
7. Rocking horse (Williams)
8. Fire queen (Malcolm)
9. She's a lady (Hill - Johnson - Gibson - Bennison)
10. Light in my window (Johnson - Bennison)
11. Ride on baby (Geordie)
12. We're all right now (Geordie)

## Formazione
- Brian Johnson (voce)
- Vic Malcolm (chitarra)
- Tom Hill (basso)
- Brian Gibson (batteria)
- Micky Bennison (chitarra)